# Hernando Arias de Saavedra
Hernando Arias de Saavedra apodado Hernandarias y nacido como Hernando Suárez de Toledo Saavedra y Sanabria Calderón (Asunción, 1561-Santa Fe, 1634) fue un hidalgo, militar, conquistador, explorador y funcionario en la Gobernación del Río de la Plata y del Paraguay, con la particularidad de haber sido el primer criollo —o sea un hispano nacido en América– que ocupó un puesto de gobernante en los virreinatos hispanoamericanos.
Poseedor de grandes cualidades como oficial y administrador, estas llevarían al nombramiento de Hernandarias como teniente de gobernador de Asunción desde mediados de 1592 hasta 1594, siendo también en 1593 gobernador interino rioplatense, luego de un interregno de dos años. Desde 1596 ocuparía sucesivamente el cargo titular de gobernador del Río de la Plata y del Paraguay, haciéndolo con solvencia durante tres períodos, hasta 1618, fecha en la cual la gobernación se dividiría por real cédula, pedida por él mismo, en sus dos componentes territoriales.
Previamente, como vecino fundador de la ciudad de Concepción del Bermejo —acompañando al futuro teniente de gobernador Alonso de Vera y Aragón "el Cara de Perro"— en la región del Chaco Austral, se convertiría en el año 1585 en su primer alcalde. También fue nombrado por un par de días, en forma interina, como primer teniente de gobernador de Corrientes en 1588. Además ocupó el cargo titular de la tenencia de gobierno de Santa Fe desde 1594 hasta 1596.
Era hijo de Martín Suárez de Toledo, teniente de gobernador general de Asunción y gobernador interino del Río de la Plata y del Paraguay, y yerno de Juan de Garay, fundador de las ciudades de Santa Fe y Buenos Aires, quien fuera el primer teniente de gobernador de Santa Fe, después de Asunción y finalmente, gobernador titular.

## Biografía hasta los cargos gubernamentales

### Origen familiar y primeros años
Hernandarias de Saavedra había nacido en el año 1561 en la ciudad de Asunción, capital de la gobernación del Río de la Plata y del Paraguay que formaba parte del entonces gran Virreinato del Perú. 
Era hijo legítimo y segundogénito del conquistador español Martín Suárez de Toledo II y Saavedra —homónimo de su abuelo materno y descendiente del antiguo linaje de los señores de Saavedra— que era un oficial del adelantado Álvar Núñez Cabeza de Vaca con quien pasó a Sudamérica en 1542 y fuera nombrado gobernador interino rioplatense entre 1572 y 1574, y de María de Sanabria, su esposa desde 1558, una hija de las segundas nupcias del rico adelantado Juan de Sanabria (Medellín, ca. 1482-ib., 1549) y de Mencia Calderón (n. Arroyomolinos, ca. 1515) quien ya viuda haría sucesor del título de adelantado por dos vidas a su hijastro Diego de Sanabria y de esta forma organizaría el viaje al Río de la Plata con las primeras mujeres hidalgas del Nuevo Mundo.
Tenía un hermano mayor Martin Suárez de Toledo III y otras cinco hermanas que adoptarían diversos apellidos de sus cuatro abuelos: la primogénita Inés Suárez de Toledo (n. Asunción 1560) enlazada con el general Alonso de Escobar (Asunción, 1545-1591) quien fuera uno de los primeros vecinos pobladores de Buenos Aires y su regidor en 1580, continuando con la cuarta Beatriz Suárez de Figueroa casada en segundas nupcias de ambos con el general Diego González de Santa Cruz (n. Asunción, 1565), un hermano del santo jesuita Roque González de Santa Cruz e hijos del escribano hispano-leonés de la ciudad de Asunción, Bartolomé González de Villaverde.
Las tres hermanas menores eran Ana Ocampo de Saavedra enlazada con Antonio de Añazco (n. Sevilla, 1558), la penúltima Juana de Saavedra casada con el general Juan de Garay y Becerra el Legítimo —hijo del gobernador rioplatense-paraguayo Juan de Garay— con quien tendría seis hijos, y por último, la séptima Francisca Suárez de Figueroa —documentada también como Francisca de Saavedra— en matrimonio en 1615 con el general Francisco González de Santa Cruz —hermano de los anteriores y de Mariana González de Santa Cruz (n. Asunción, ca. 1570) casada en 1587 con el sucesivo alcalde y teniente de gobernador de Buenos Aires y de Concepción, Francisco García Romero— quien fuera desde 1589 teniente de gobernador de Asunción, de Corrientes y de Concepción del Bermejo.
También tuvo tres hermanos uterinos siendo uno de ellos, además de dos mujeres, fray Hernando de Trejo, fue el único nacido en la aldea fundada por su padre en 1553 que duraría hasta 1555, y quien sería nombrado obispo del Tucumán.

### Corregidor de Cuyo y alcalde de Concepción del Bermejo
Hernandarias emprendió la carrera militar a temprana edad y participó de numerosas expediciones de exploración y conquista en los actuales territorios de Paraguay y Argentina. Llegando al rango de capitán sucedió en el año 1583 al otro capitán Alonso de Miranda (1575-1576 y 1581-1582) en los puestos de maestre de campo, corregidor de Cuyo y lugarteniente del gobernador chileno, el cual estaba ocupado desde septiembre de ese año por Alonso de Sotomayor y Valmediano.
Ocupando dicho puesto, participó en la fundación por Alonso Vera y Aragón de la ciudad de Concepción de Buena Esperanza (o del Bermejo) el 14 de abril de 1585, en la región chaqueña que dependía de la gobernación del Río de la Plata y del Paraguay, de cuyo cabildo una vez organizado fue el primer alcalde ordinario, por lo cual sería suplantado en el corregimiento de Cuyo, de la entonces jurisdicción de la gobernación de Chile, por el capitán Juan Martínez Palomeque a principios de 1586.

### Teniente de gobernador general de Asunción y breve interinato
Sus dotes como oficial y administrador lo llevarían a los 30 años de edad al nombramiento como teniente gobernador de Asunción el 13 de julio de 1592 hasta 1594, siendo también gobernador interino en 1593 luego de un interregno de dos años, y en 1596, ocuparía sucesivamente el cargo titular de gobernador rioplatense, haciéndolo con solvencia durante tres períodos.

## Gobernador del Río de la Plata y del Paraguay y deceso

### Primer mandato titular en la gobernación
En el año 1596 fue nombrado gobernador del Río de la Plata y del Paraguay, siendo el primero que había nacido en América en ejercer este puesto. El cargo lo ostentaría hasta 1599, fecha que lo sucedería Diego Rodríguez Valdez y de la Banda.
Al fallecer en la ciudad de Santa Fe el nuevo gobernador Valdez y de la Banda el 20 de diciembre de 1600, asumiría en enero del siguiente año como tal, su lugarteniente y teniente de gobernador general de Asunción, Francés de Beaumont y Navarra, que había llegado a Sudamérica en 1598 junto a Rodríguez Valdez.

### Conflicto sucesorio y segundo mandato titular
A finales de 1601, por votación de los conquistadores, fue elegido Hernandarias como gobernador interino, aunque Beaumont no aceptara ceder el poder, pero el 1 de agosto de 1602 por real provisión sería reconocido como gobernador del Río de la Plata y del Paraguay, puesto que ocuparía hasta 1609.
Durante su mandato tomó numerosas medidas para estimular el crecimiento de la entonces pequeña villa portuaria de Buenos Aires, incluyendo la creación de las primeras escuelas de primeras letras, la instalación de hornos de cocción de ladrillos y tejas para sustituir la construcción de adobe, y la reconstrucción del fortín que protegía la ciudad de los piratas.
Ordenó además la construcción de un torreón defensivo para el puerto, ubicado a la desembocadura del Riachuelo en la actual Vuelta de Rocha, tras el robo y saqueo de dos navíos anclados por parte de corsarios ingleses el 18 de marzo de 1607. Tomó también medidas contra el tráfico ilegal, causado por la prohibición del comercio de frutos del país y de negros esclavos.
Durante su período como gobernador del Río de la Plata, Hernandarias, emprendió varios viajes. En expediciones a la Patagonia, buscó la mítica ciudad de los Césares. En esta última, en 1604, que fue un verdadero fracaso, fue capturado por los nativos tehuelches casi 1000 km al sur de Buenos Aires, aunque pudo escapar con vida. De expediciones a la Banda Oriental, una de ellas en 1607, cuando realizó un viaje de Santa Fe al río Santa Lucía y a su regreso, cruzó a su margen derecha, hacia el este del río Queguay. Sus viajes, tuvieron como misión, contener a los bandeirantes portugueses y explorar la navegabilidad de los ríos.
En 1603, Hernandarias, modificó la legislación sobre el trabajo de los aborígenes, promoviendo la supresión de las mitas y encomiendas, por las cuales los españoles gozaban de los frutos del trabajo de los nativos a cambio de su evangelización, en la práctica inexistente. Obtuvo la aprobación de esta reforma por parte del rey Felipe III de España, y en 1608 se dispuso la creación de las reducciones jesuíticas y franciscanas en la región del Guayrá (actual estado de Paraná, Brasil).

### Misiones jesuíticas libres de encomienda
En 1612 el visitador Francisco de Alfaro declaró libres de encomiendas a los indios convertidos por los jesuitas, y dictó sus famosas ordenanzas:
- Supresión del trabajo servil de los pueblos originarios.
- Prohibición del traslado de los aborígenes a más de una legua de distancia de su residencia habitual y quienes hubieran sido trasladados de una encomienda a otra, serían devueltos a su lugar original.
- Anulación de toda compraventa de indígena.
- Libertad aborigen para elegir a un patrón pero sin comprometerse a servirle más de un año.
- Pago de una tasa anual de cinco pesos, o bien cuarenta reales, que podían ser abonados con productos de la tierra o con un mes de trabajo, y se encargaría del cobro un justicia mayor o un alcalde.
- Formación de pueblos indígenas regidos por un alcalde de la misma etnia.
- Reglamentación de la mita, estableciéndose que la remuneración no podía pagarse en especies, sino en metálico.

### Tercer mandato titular y la división del territorio

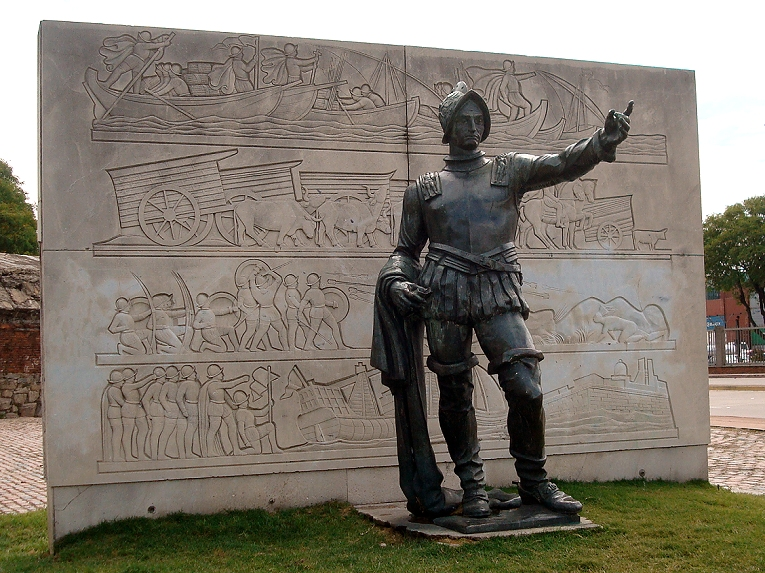
Monumento a Hernandarias en la Rambla 25 de agosto de 1825, Montevideo, Uruguay; obra de Antonio Pena.

El 3 de mayo de 1615 recibió nuevamente título de gobernador y el 16 de mayo del mismo año nombraría como teniente de gobernador de Santa Fe a su cuñado Juan de Garay "el Legítimo".
En esta última gestión se había dedicado a la organización interior de la gobernación rioplatense y a mantener estrictamente los reglamentos del oidor Alfaro de 1612, que establecía los derechos y deberes coloniales de los aborígenes.
También se dedicó a la defensa de su jurisdicción como el hecho de haber rechazado la amenaza de un corsario neerlandés que había asolado a Buenos Aires. Además, a través de su procurador Manuel de Frías quien había sido teniente de gobernador de Buenos Aires, actuó ante el rey Felipe III de España, en el cual le reiteraba al monarca las representaciones para dividir el dilatado territorio gubernamental.
En respuesta tuvo la real cédula del 16 de diciembre de 1617, la cual expresaba que tanto la tenencia de gobierno de Asunción como las de Santiago de Jerez y del Guayrá —que abarcaba las villas de Villa Rica del Espíritu Santo y Ciudad Real— conformarían la nueva gobernación del Paraguay, y de esta manera, las demás de la antigua gobernación rioplatense-paraguaya, siendo estas, las tenencias de gobierno de Buenos Aires con la Banda Oriental que incluía Río Grande del Sur, la de Santa Fe, de Corrientes y de Concepción del Bermejo, se reunirían bajo el nombre administrativo de gobernación del Río de la Plata. Finalmente Hernandarias lo llevaría a cabo al delegar el mandato el 17 de mayo de 1618.
Frías fue nombrado primer gobernador el 22 de abril de este último año pero no estuvo en ejercicio del poder sino hasta el 21 de octubre de 1621, siendo remplazado interinamente en ese período por Pedro Hurtado de Mendoza.

### Enemistades e influencias políticas
Irónicamente el primer gobernador rioplatense Diego de Góngora ni bien llegó ordenó su arresto y el remate de sus bienes, esto en concurso con la red de contrabando dirigida por el sevillano Juan de Vergara y el portugués Diego de Vega con quien Góngora tenía estrecha alianza aun antes de partir de España y a quienes Hernandarias había perseguido y expulsado de la ciudad. De hecho, excluyendo a Hernandarias, casi todos los gobernadores de la época estuvieron en mayor o menor grado comprometidos con el tráfico comercial ilegal o contrabando.
Retirado a Santa Fe, cuando en 1627 el nuevo gobernador Céspedes intentó nuevamente encarcelar y dar muerte a Juan de Vergara, el mismo obispo Pedro Carranza, primo de Vergara, forzó la cárcel y lo liberó llegando a excomulgar al gobernador, lo que provocó que las tropas lo abandonaran. Céspedes recurrió a Hernandarias, quien fuera autorizado por la Real Audiencia de Charcas viajó desde Santa Fe a Buenos Aires para gestionar que el obispo Carranza levantara la excomunión e hizo procesar a Vergara lejos de la diócesis de aquel.
Hernandarias fue convocado nuevamente ante posteriores disturbios, con lo que mantuvo junto al respeto de parte de sus vecinos y el odio de otros, su influencia en la política local.

### Fallecimiento y donativos de la viuda
Hernando Arias de Saavedra fallecería en la ciudad de Santa Fe, en el año 1634 y a los 70 años de edad, dejando tres hijas. Su viuda ya anciana, más conocida como Jerónima de Contreras, donaría el 5 de octubre de 1642 la virgen que se conserva en el convento de San Francisco de la misma ciudad.

## Matrimonio y descendencia
Hernando Arias de Saavedra se había unido en matrimonio en el año 1582 con su concuñada Jerónima de Garay y Becerra (n. primera Santa Cruz de la Sierra, ca. 1564 - Santa Fe la Vieja, 1649) —hija de Juan de Garay y de Isabel de Becerra— y con quien tendría tres hijas:
- Jerónima de Saavedra[30] (n. ca. 1584 - m. antes de 1643) quien fallecería soltera.[31]
- Isabel de Saavedra y Garay[30] (n. ca. 1590) que se casó con su primo materno Jerónimo Luis II de Cabrera y Garay[31] (Córdoba, 1586 - ib., 18 de junio de 1662) —nieto de Juan de Garay Ochandiano y Mendieta Zárate, y de Jerónimo Luis de Cabrera y Toledo, además de bisnieto de Gonzalo Martel de la Puente y Guzmán,[32][33][34] XII señor de Almonaster, que había sido tesorero de Castilla de Oro desde 1532[35] y en la sucesora gobernación de Tierra Firme fue alcalde de Panamá[36] en 1543,[36] y de su mujer Francisca de Mendoza y de los Ríos[32][33] que era una descendiente de la Casa del Infantado— y quien fuera el sucesivo gobernador del Río de la Plata en 1642, de Chucuito en 1646 y del Tucumán en 1659. Isabel y Jerónimo tuvieron por lo menos cuatro hijos documentados, siendo su primogénito el maestre de campo Jerónimo Luis III de Cabrera y Saavedra, gobernador de Chucuito y teniente de gobernador de Salta, Esteco Nueva y Jujuy, que se enlazó con Antonia de Carvajal Velasco[37] —una nieta materna de Juan Ramírez de Velasco que había sido el sucesivo gobernador del Tucumán y del Río de la Plata y del Paraguay— con quien tendría a José de Cabrera y Velasco[38] que llegaría a ser teniente de gobernador de Córdoba.
- María de Saavedra y Garay[30][39] (n. ca. 1596) que se unió en matrimonio con Miguel Jerónimo III de Cabrera y Villarroel[40][41] (n. Córdoba) —un nieto del teniente de gobernador tucumano Diego de Villarroel,[42] fundador de la ciudad homónima en su primera ubicación, y sobrino de su homónimo Miguel Jerónimo II de Cabrera y Martel, además de bisnieto de Miguel Jerónimo de Cabrera y Zúñiga,[43] II señor de la Torre de Palencia, caballero de Santiago y comendador de Mures y Benazuza— que fue gobernador de Chucuito y teniente de gobernador de Córdoba,[44] y que era primo paterno del anteriormente citado Jerónimo Luis II que a su vez, era el marido de su cuñada. Fruto del matrimonio de María y Miguel nacieron seis hijos, siendo la primogénita Juana de Cabrera y Sanabria Saavedra (n. ib., 1622 - ib., 27 de noviembre de 1656) que se casaría en Córdoba el 25 de mayo de 1643 con Pedro de Herrera y Velasco[45] (Santiago del Estero, 1618 - m. 21 de noviembre de 1660) —un nieto materno del gobernador Juan Ramírez de Velasco, fundador de la ciudad de La Rioja el 20 de mayo de 1591, y el primo de Antonia, antes citada— y con quien tuvo ocho hijos.

## Introducción de ganado vacuno en la Banda Oriental
Luego de recorrer en 1604 el territorio actual del Uruguay durante unos seis meses se dirigió a Buenos Aires, desde donde comunicó a Felipe III Rey de España las observaciones que efectuara, describiendo las tierras al este del río Uruguay como muy buenas y recomendando que fueran pobladas con ganados con lo que, consideraba, en pocos años prosperarían abundantemente. Dicha recomendación no fue escuchada, pero en 1610 el Rey otorgó a Hernandarias en agradecimiento el título de "Protector de los Naturales" junto con dos islas en la confluencia del río Negro con el río Uruguay: las actuales isla de Lobos e isla Vizcaíno.
Siguiendo la recomendación que remitiera al Rey, en 1611 Hernandarias volvió a viajar a lo que más tarde sería la Banda Oriental, transportando una importante tropa de ganado vacuno que liberó en sus islas, a ambos lados del brazo Yaguarí del río Negro. En 1617 repitió la operación con otras cincuenta terneras y algunos toros, y otros tantos en la isla San Gabriel. Este hecho dio origen, en parte, a lo que constituyó una gran riqueza ganadera, cuya explotación fue una de las razones determinantes de los importantes procesos históricos que culminaron en la efectiva colonización del actual territorio de Uruguay, que había quedado despoblado por parte de los españoles.
En la historiografía clásica Hernandarias es considerado el padre de la ganadería uruguaya, aunque existió otro origen, tal vez más importante aún, que fueron las vaquerías jesuíticas. Diversos autores (Assunçao, 1984; Barrios Pintos, 1983; Sala et al.,1968) coinciden que hacia 1630 ya había ganado al norte del Río Negro, procedente de San Juan de Vera de las Siete Corrientes y las misiones de Santa Teresa, San Miguel y Jesús María (en Río Grande del Sur) y que el ganado que pobló de forma masiva el territorio oriental y dio origen a la Vaquería del Mar, entre las cuencas de los ríos Tacuarí y Cebollatí, provino de esa fuente y no del ganado introducido por Hernandarias a orillas del Río Uruguay.
La abundancia del ganado vacuno, que se reprodujo ampliamente debido a las condiciones favorables de las pasturas del territorio, atrajo por el norte las incursiones de los portugueses desde el Brasil, así como el establecimiento furtivo de campamentos de faeneros, dedicadas a obtener el cuero, que era inicialmente el único producto aprovechado de ese ganado. También determinó que los portugueses fundaran posteriormente la Colonia del Sacramento, y que el gobierno español decidiera fundar Montevideo.

## Ancestros
| \| \| \| \| \| \| \| \| \| \| \| \| \| \| \| \| \| \| \| \| 16. Gonzalo Arias de Saavedra, I señor de Zahara \| \| \| \| \| \| \| \| \| \| \| \| \| \| \| \| \| \| \| \| \| \| \| \| \| \| \| \| \| \| \| \| \| \| \| \| \| \| \| \| \| \| \| \| \| \| \| \| \| \| \| \| \| \| 8. Fernán Arias de Saavedra, II señor de Zahara \| \| \| \| \| \| \| \| \| \| \| \| \| \| \| \| \| \| \| \| \| \| \| \| \| \| \| \| \| \| \| \| \| \| \| \| \| \| \| \| \| \| \| \| \| \| \| \| \| \| \| \| \| \| 17. Inés Pérez de Ribera \| \| \| \| \| \| \| \| \| \| \| \| \| \| \| \| \| \| \| \| \| \| \| \| \| \| \| \| \| \| \| \| \| \| \| \| \| \| \| \| \| \| \| \| \| \| \| \| \| \| \| \| \| \| 4. Hernando Arias de Saavedra, correo mayor de Sevilla \| \| \| \| \| \| \| \| \| \| \| \| \| \| \| \| \| \| \| \| \| \| \| \| \| \| \| \| \| \| \| \| \| \| \| \| \| \| \| \| \| \| \| \| \| \| \| \| \| \| \| \| \| \| 18. Pedro Fernández Marmolejo, señor de Torrijos \| \| \| \| \| \| \| \| \| \| \| \| \| \| \| \| \| \| \| \| \| \| \| \| \| \| \| \| \| \| \| \| \| \| \| \| \| \| \| \| \| \| \| \| \| \| \| \| \| \| \| \| \| \| 9. Juana de Mendoza y Marmolejo, VI señora de Alcalá de Juana de Orta \| \| \| \| \| \| \| \| \| \| \| \| \| \| \| \| \| \| \| \| \| \| \| \| \| \| \| \| \| \| \| \| \| \| \| \| \| \| \| \| \| \| \| \| \| \| \| \| \| \| \| \| \| \| 19. Leonor Rodríguez de Esquivel Mendoza, V señora de Alcalá de Juana de Orta \| \| \| \| \| \| \| \| \| \| \| \| \| \| \| \| \| \| \| \| \| \| \| \| \| \| \| \| \| \| \| \| \| \| \| \| \| \| \| \| \| \| \| \| \| \| \| \| \| \| \| \| \| \| 2. Martín II Suárez de Toledo y Saavedra, XI gobernador del Río de la Plata y del Paraguay \| \| \| \| \| \| \| \| \| \| \| \| \| \| \| \| \| \| \| \| \| \| \| \| \| \| \| \| \| \| \| \| \| \| \| \| \| \| \| \| \| \| \| \| \| \| \| \| \| \| \| \| \| \| 20. N. de Toledo \| \| \| \| \| \| \| \| \| \| \| \| \| \| \| \| \| \| \| \| \| \| \| \| \| \| \| \| \| \| \| \| \| \| \| \| \| \| \| \| \| \| \| \| \| \| \| \| \| \| \| \| \| \| 10. Martín Suárez de Toledo y Figueroa \| \| \| \| \| \| \| \| \| \| \| \| \| \| \| \| \| \| \| \| \| \| \| \| \| \| \| \| \| \| \| \| \| \| \| \| \| \| \| \| \| \| \| \| \| \| \| \| \| \| \| \| \| \| 21. N. de Figueroa \| \| \| \| \| \| \| \| \| \| \| \| \| \| \| \| \| \| \| \| \| \| \| \| \| \| \| \| \| \| \| \| \| \| \| \| \| \| \| \| \| \| \| \| \| \| \| \| \| \| \| \| \| \| 5. Beatriz Suárez de Figueroa y Moscoso \| \| \| \| \| \| \| \| \| \| \| \| \| \| \| \| \| \| \| \| \| \| \| \| \| \| \| \| \| \| \| \| \| \| \| \| \| \| \| \| \| \| \| \| \| \| \| \| \| \| \| \| \| \| 22. N. de Moscoso \| \| \| \| \| \| \| \| \| \| \| \| \| \| \| \| \| \| \| \| \| \| \| \| \| \| \| \| \| \| \| \| \| \| \| \| \| \| \| \| \| \| \| \| \| \| \| \| \| \| \| \| \| \| 11. Francisca de Moscoso y Ribera \| \| \| \| \| \| \| \| \| \| \| \| \| \| \| \| \| \| \| \| \| \| \| \| \| \| \| \| \| \| \| \| \| \| \| \| \| \| \| \| \| \| \| \| \| \| \| \| \| \| \| \| \| \| 23. N. de Ribera \| \| \| \| \| \| \| \| \| \| \| \| \| \| \| \| \| \| \| \| \| \| \| \| \| \| \| \| \| \| \| \| \| \| \| \| \| \| \| \| \| \| \| \| \| \| \| \| \| \| \| \| \| \| 1. Hernando Arias de Saavedra \| \| \| \| \| \| \| \| \| \| \| \| \| \| \| \| \| \| \| \| \| \| \| \| \| \| \| \| \| \| \| \| \| \| \| \| \| \| \| \| \| \| \| \| \| \| \| \| \| \| \| \| \| \| 24. N. de Sanabria \| \| \| \| \| \| \| \| \| \| \| \| \| \| \| \| \| \| \| \| \| \| \| \| \| \| \| \| \| \| \| \| \| \| \| \| \| \| \| \| \| \| \| \| \| \| \| \| \| \| \| \| \| \| 12. Diego Rodríguez de Sanabria \| \| \| \| \| \| \| \| \| \| \| \| \| \| \| \| \| \| \| \| \| \| \| \| \| \| \| \| \| \| \| \| \| \| \| \| \| \| \| \| \| \| \| \| \| \| \| \| \| \| \| \| \| \| 25. NN. \| \| \| \| \| \| \| \| \| \| \| \| \| \| \| \| \| \| \| \| \| \| \| \| \| \| \| \| \| \| \| \| \| \| \| \| \| \| \| \| \| \| \| \| \| \| \| \| \| \| \| \| \| \| 6. Juan de Sanabria e Hinojosa \| \| \| \| \| \| \| \| \| \| \| \| \| \| \| \| \| \| \| \| \| \| \| \| \| \| \| \| \| \| \| \| \| \| \| \| \| \| \| \| \| \| \| \| \| \| \| \| \| \| \| \| \| \| 26. N. de Hinojosa \| \| \| \| \| \| \| \| \| \| \| \| \| \| \| \| \| \| \| \| \| \| \| \| \| \| \| \| \| \| \| \| \| \| \| \| \| \| \| \| \| \| \| \| \| \| \| \| \| \| \| \| \| \| 13. María Alonso de Hinojosa \| \| \| \| \| \| \| \| \| \| \| \| \| \| \| \| \| \| \| \| \| \| \| \| \| \| \| \| \| \| \| \| \| \| \| \| \| \| \| \| \| \| \| \| \| \| \| \| \| \| \| \| \| \| 27. NN. \| \| \| \| \| \| \| \| \| \| \| \| \| \| \| \| \| \| \| \| \| \| \| \| \| \| \| \| \| \| \| \| \| \| \| \| \| \| \| \| \| \| \| \| \| \| \| \| \| \| \| \| \| \| 3. María de Sanabria Calderón \| \| \| \| \| \| \| \| \| \| \| \| \| \| \| \| \| \| \| \| \| \| \| \| \| \| \| \| \| \| \| \| \| \| \| \| \| \| \| \| \| \| \| \| \| \| \| \| \| \| \| \| \| \| 14. Alonso Calderón \| \| \| \| \| \| \| \| \| \| \| \| \| \| \| \| \| \| \| \| \| \| \| \| \| \| \| \| \| \| \| \| \| \| \| \| \| \| \| \| \| \| \| \| \| \| \| \| \| \| \| \| \| \| 7. Mencia Calderón Ocampo "la Adelantada" \| \| \| \| \| \| \| \| \| \| \| \| \| \| \| \| \| \| \| \| \| \| \| \| \| \| \| \| \| \| \| \| \| \| \| \| \| \| \| \| \| \| \| \| \| \| \| \| \| \| \| \| \| \| 15. Ana de Ocampo \| \| \| \| \| \| \| \| \| \| \| \| \| \| \| \| \| \| \| \| \| \| \| \| \| \| \| \| \| \| \| \| \| \| \| \| \| \| \| \| \| \| \| \| \| \| \| \| \| \| \| \| |                                                                                            |  |  |  |  |  |  |  |  |  |  |  |  |  |  |  |
| |                                                                                            |  |  |  |  |  |  |  |  |  |  |  |  |  |  |  |
| | 16. Gonzalo Arias de Saavedra, I señor de Zahara                                           |  |  |  |  |  |  |  |  |  |  |  |  |  |  |  |
| |                                                                                            |  |  |  |  |  |  |  |  |  |  |  |  |  |  |  |
| |                                                                                            |  |  |  |  |  |  |  |  |  |  |  |  |  |  |  |
| | 8. Fernán Arias de Saavedra, II señor de Zahara                                            |  |  |  |  |  |  |  |  |  |  |  |  |  |  |  |
| |                                                                                            |  |  |  |  |  |  |  |  |  |  |  |  |  |  |  |
| |                                                                                            |  |  |  |  |  |  |  |  |  |  |  |  |  |  |  |
| | 17. Inés Pérez de Ribera                                                                   |  |  |  |  |  |  |  |  |  |  |  |  |  |  |  |
| |                                                                                            |  |  |  |  |  |  |  |  |  |  |  |  |  |  |  |
| |                                                                                            |  |  |  |  |  |  |  |  |  |  |  |  |  |  |  |
| | 4. Hernando Arias de Saavedra, correo mayor de Sevilla                                     |  |  |  |  |  |  |  |  |  |  |  |  |  |  |  |
| |                                                                                            |  |  |  |  |  |  |  |  |  |  |  |  |  |  |  |
| |                                                                                            |  |  |  |  |  |  |  |  |  |  |  |  |  |  |  |
| | 18. Pedro Fernández Marmolejo, señor de Torrijos                                           |  |  |  |  |  |  |  |  |  |  |  |  |  |  |  |
| |                                                                                            |  |  |  |  |  |  |  |  |  |  |  |  |  |  |  |
| |                                                                                            |  |  |  |  |  |  |  |  |  |  |  |  |  |  |  |
| | 9. Juana de Mendoza y Marmolejo, VI señora de Alcalá de Juana de Orta                      |  |  |  |  |  |  |  |  |  |  |  |  |  |  |  |
| |                                                                                            |  |  |  |  |  |  |  |  |  |  |  |  |  |  |  |
| |                                                                                            |  |  |  |  |  |  |  |  |  |  |  |  |  |  |  |
| | 19. Leonor Rodríguez de Esquivel Mendoza, V señora de Alcalá de Juana de Orta              |  |  |  |  |  |  |  |  |  |  |  |  |  |  |  |
| |                                                                                            |  |  |  |  |  |  |  |  |  |  |  |  |  |  |  |
| |                                                                                            |  |  |  |  |  |  |  |  |  |  |  |  |  |  |  |
| | 2. Martín II Suárez de Toledo y Saavedra, XI gobernador del Río de la Plata y del Paraguay |  |  |  |  |  |  |  |  |  |  |  |  |  |  |  |
| |                                                                                            |  |  |  |  |  |  |  |  |  |  |  |  |  |  |  |
| |                                                                                            |  |  |  |  |  |  |  |  |  |  |  |  |  |  |  |
| | 20. N. de Toledo                                                                           |  |  |  |  |  |  |  |  |  |  |  |  |  |  |  |
| |                                                                                            |  |  |  |  |  |  |  |  |  |  |  |  |  |  |  |
| |                                                                                            |  |  |  |  |  |  |  |  |  |  |  |  |  |  |  |
| | 10. Martín Suárez de Toledo y Figueroa                                                     |  |  |  |  |  |  |  |  |  |  |  |  |  |  |  |
| |                                                                                            |  |  |  |  |  |  |  |  |  |  |  |  |  |  |  |
| |                                                                                            |  |  |  |  |  |  |  |  |  |  |  |  |  |  |  |
| | 21. N. de Figueroa                                                                         |  |  |  |  |  |  |  |  |  |  |  |  |  |  |  |
| |                                                                                            |  |  |  |  |  |  |  |  |  |  |  |  |  |  |  |
| |                                                                                            |  |  |  |  |  |  |  |  |  |  |  |  |  |  |  |
| | 5. Beatriz Suárez de Figueroa y Moscoso                                                    |  |  |  |  |  |  |  |  |  |  |  |  |  |  |  |
| |                                                                                            |  |  |  |  |  |  |  |  |  |  |  |  |  |  |  |
| |                                                                                            |  |  |  |  |  |  |  |  |  |  |  |  |  |  |  |
| | 22. N. de Moscoso                                                                          |  |  |  |  |  |  |  |  |  |  |  |  |  |  |  |
| |                                                                                            |  |  |  |  |  |  |  |  |  |  |  |  |  |  |  |
| |                                                                                            |  |  |  |  |  |  |  |  |  |  |  |  |  |  |  |
| | 11. Francisca de Moscoso y Ribera                                                          |  |  |  |  |  |  |  |  |  |  |  |  |  |  |  |
| |                                                                                            |  |  |  |  |  |  |  |  |  |  |  |  |  |  |  |
| |                                                                                            |  |  |  |  |  |  |  |  |  |  |  |  |  |  |  |
| | 23. N. de Ribera                                                                           |  |  |  |  |  |  |  |  |  |  |  |  |  |  |  |
| |                                                                                            |  |  |  |  |  |  |  |  |  |  |  |  |  |  |  |
| |                                                                                            |  |  |  |  |  |  |  |  |  |  |  |  |  |  |  |
| | 1. Hernando Arias de Saavedra                                                              |  |  |  |  |  |  |  |  |  |  |  |  |  |  |  |
| |                                                                                            |  |  |  |  |  |  |  |  |  |  |  |  |  |  |  |
| |                                                                                            |  |  |  |  |  |  |  |  |  |  |  |  |  |  |  |
| | 24. N. de Sanabria                                                                         |  |  |  |  |  |  |  |  |  |  |  |  |  |  |  |
| |                                                                                            |  |  |  |  |  |  |  |  |  |  |  |  |  |  |  |
| |                                                                                            |  |  |  |  |  |  |  |  |  |  |  |  |  |  |  |
| | 12. Diego Rodríguez de Sanabria                                                            |  |  |  |  |  |  |  |  |  |  |  |  |  |  |  |
| |                                                                                            |  |  |  |  |  |  |  |  |  |  |  |  |  |  |  |
| |                                                                                            |  |  |  |  |  |  |  |  |  |  |  |  |  |  |  |
| | 25. NN.                                                                                    |  |  |  |  |  |  |  |  |  |  |  |  |  |  |  |
| |                                                                                            |  |  |  |  |  |  |  |  |  |  |  |  |  |  |  |
| |                                                                                            |  |  |  |  |  |  |  |  |  |  |  |  |  |  |  |
| | 6. Juan de Sanabria e Hinojosa                                                             |  |  |  |  |  |  |  |  |  |  |  |  |  |  |  |
| |                                                                                            |  |  |  |  |  |  |  |  |  |  |  |  |  |  |  |
| |                                                                                            |  |  |  |  |  |  |  |  |  |  |  |  |  |  |  |
| | 26. N. de Hinojosa                                                                         |  |  |  |  |  |  |  |  |  |  |  |  |  |  |  |
| |                                                                                            |  |  |  |  |  |  |  |  |  |  |  |  |  |  |  |
| |                                                                                            |  |  |  |  |  |  |  |  |  |  |  |  |  |  |  |
| | 13. María Alonso de Hinojosa                                                               |  |  |  |  |  |  |  |  |  |  |  |  |  |  |  |
| |                                                                                            |  |  |  |  |  |  |  |  |  |  |  |  |  |  |  |
| |                                                                                            |  |  |  |  |  |  |  |  |  |  |  |  |  |  |  |
| | 27. NN.                                                                                    |  |  |  |  |  |  |  |  |  |  |  |  |  |  |  |
| |                                                                                            |  |  |  |  |  |  |  |  |  |  |  |  |  |  |  |
| |                                                                                            |  |  |  |  |  |  |  |  |  |  |  |  |  |  |  |
| | 3. María de Sanabria Calderón                                                              |  |  |  |  |  |  |  |  |  |  |  |  |  |  |  |
| |                                                                                            |  |  |  |  |  |  |  |  |  |  |  |  |  |  |  |
| |                                                                                            |  |  |  |  |  |  |  |  |  |  |  |  |  |  |  |
| | 14. Alonso Calderón                                                                        |  |  |  |  |  |  |  |  |  |  |  |  |  |  |  |
| |                                                                                            |  |  |  |  |  |  |  |  |  |  |  |  |  |  |  |
| |                                                                                            |  |  |  |  |  |  |  |  |  |  |  |  |  |  |  |
| | 7. Mencia Calderón Ocampo "la Adelantada"                                                  |  |  |  |  |  |  |  |  |  |  |  |  |  |  |  |
| |                                                                                            |  |  |  |  |  |  |  |  |  |  |  |  |  |  |  |
| |                                                                                            |  |  |  |  |  |  |  |  |  |  |  |  |  |  |  |
| | 15. Ana de Ocampo                                                                          |  |  |  |  |  |  |  |  |  |  |  |  |  |  |  |
| |                                                                                            |  |  |  |  |  |  |  |  |  |  |  |  |  |  |  |
| |                                                                                            |  |  |  |  |  |  |  |  |  |  |  |  |  |  |  |